# Grup d'Iravals
El grup d'Iravals fou un cercle o taller de pintors que conreà l'estil italo-gòtic al que se l'hi atribueix moltes de les taules realitzades als tallers barcelonins en la dècada posterior a la pesta negra.

## Obra atribuïda
- Retaule de santa Marta d'Iravals (Església de Sant Fruitós d'Iravals)[2]
- un fragment de retaule amb dues santes de la catedral de Barcelona.
- les taules de santa Maria i els apòstols de Barcelona-Lilla-Cracòvia.
- els fragments dels retaules de Tobed, que posteriorment ha estat atribuït a Francesc Serra, el germà gran de la nissaga.[3]
- la predel·la de sant Onofre, conservada al Museu de la Catedral de Barcelona.
- un sant diaca procedent de Sant Celoni.
- una taula amb la Pentecosta.
- el carrer central del retaule de Sant Vicenç dels Horts.
- les taules de Santa Oliva del Penedès del Museu Diocesà de Barcelona.